# Novajerseya glesumica
Novajerseya glesumica is een fossiele soort schietmot uit de familie Hydroptilidae.